# Achille Enderlin
Pour les articles homonymes, voir Enderlin.
Ferdinand Achille Enderlin, le 30 octobre 1893 à Mulhouse et mort le 31 décembre 1927 à Marignane, est un pionnier français de l'aviation, pilote d'essai de la Société des lignes Latécoère qui deviendra l'Aéropostale. Il trouve la mort lors d'un essai en vol. 

## Biographie
Il est le fils de Charles Enderlin et de Gertrude Goepfert,. Bien que né dans une Alsace cédée par la France à l'Empire allemand, en application du traité de Francfort, signé le 10 mai 1871 après la défaite française, il est profondément francophile. 
Il entre comme apprentis à la société Aviatik à Mulhouse. À partir de 1911, il est chef mécanicien dans l'usine aéronautique de Gustav Otto à Munich.  
Pendant la Première Guerre mondiale, n'ayant pas accompli son service militaire, il est arrêté le 4 août 1914 comme insoumis. Il est gracié et affecté à un régiment d'aviation à Fribourg. Il réussit à se faire affecter à l'usine Aviatik repliée dans la ville. Le 12 février 1915, il en est renvoyé comme germanophobe et affecté comme moniteur de pilotage dans l'armée allemande.     
Après la guerre, il est particulièrement blessé par les articles de presse le traitant d'Allemand ayant combattu la France.    

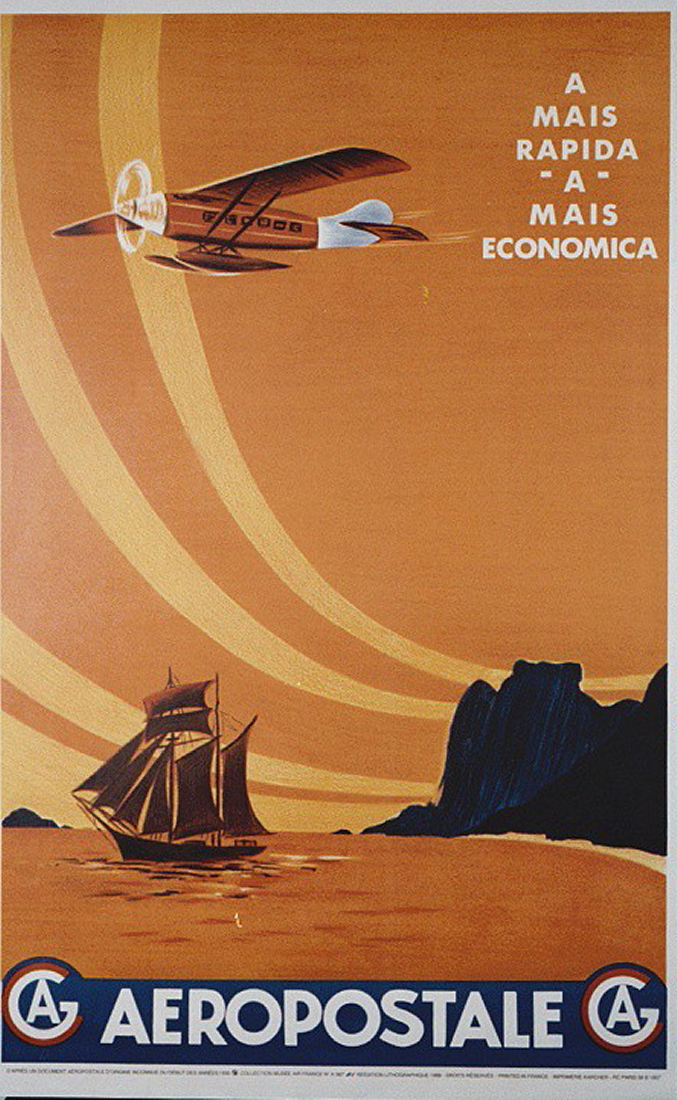
Affiche de l'aéropostale

En mars 1921, il est embauché dans Société des lignes Latécoère comme mécanicien- soudeur. Le 16 mars 1922, il obtient son brevet de pilote de transport public. Il assure la liaison de la ligne Toulouse-Casablanca pendant deux ans.    
Après plusieurs essais, le 15 mai 1925, il réussit la traversée commerciale de la Méditerranée en hydravion Laté 15. La même année, dans des conditions difficiles, il convoie, avec succès, le Laté 14 devant être présenté à la première exposition aéronautique espagnole à Barcelone.     
Après ces résultats, il devient pilote d'essai pour la société Latécoère.     
En 1927, il réalise les essais de l'hydravions Laté 21 destinés à la ligne Marseille-Alger. Le 31 décembre 1927, la veille de l'inauguration de la ligne, il trouve la mort avec son équipage (René Mercier, pilote, Éloi Ville, pilote, René Perret, ingénieur, Gustave Berdin, ingénieur, M. Mattei, opérateur radio) lors d'un vol d'essai à Marignane,,.    

## Reconnaissance
« Achille Enderlin fut l'un des plus brillants pilotes du moment. Il possédait toutes les qualités »

— Joseph Doerflinger, Setpchild Pilot